# Elizabeth Christ Trump
Elizabeth Christ Trump, geboren als Elisabeth Christ (Kallstadt, 10 oktober 1880 – Manhasset, 6 juni 1966), was een Duits-Amerikaanse zakenvrouw.
Ze trouwde met Friedrich (Frederick) Trump in 1902. Ze kreeg drie kinderen met haar echtgenoot. Toen hij vroegtijdig overleed in 1918 aan de Spaanse griep moest ze als 37 jaar oude weduwe de bezittingen van haar gezin beheren. Ze richtte het onroerendgoedbedrijf Elizabeth Trump & Son op met haar zoon Fred.
Het bedrijf staat nu bekend als The Trump Organization en is eigendom van haar kleinzoon Donald Trump.